# 联盟TM-17
联盟TM-17（俄语：Союз ТМ-17）是第十七次前往和平号空间站的载人任务。飞船于1993年7月1日起飞，1994年1月14日降落。此次也是第4次俄法联合载人空间飞行。

## 乘组人员
| 岗位       | 发射乘组                      | 返回乘组                      |
| ---------- | ----------------------------- | ----------------------------- |
| 指令长     | 瓦西里·齐布利耶夫 第1次飞行   | 瓦西里·齐布利耶夫 第1次飞行   |
| 飞行工程师 | 亚历山大·谢列布罗夫 第4次飞行 | 亚历山大·谢列布罗夫 第4次飞行 |
| 研究宇航员 | 让-皮埃尔·海涅雷 第1次飞行    | 无                            |

## 任务细节

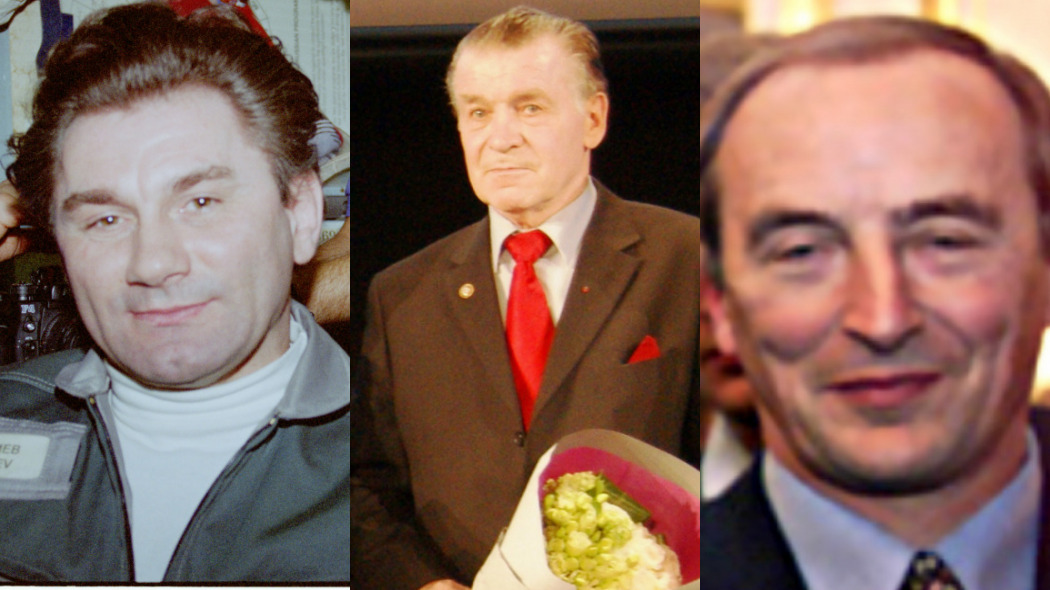
聯盟號 TM-17 機組人員俄罗斯 瓦西里·齐布利耶夫(左)
俄罗斯 亚历山大·谢列布罗夫(中)
法國 让-皮埃尔·海涅雷(右)

1993年7月1日莫斯科时间18时33分，联盟TM-17飞船从哈萨克斯坦拜科努尔发射场发射升空。飞船乘员是：指令长瓦西里·齐布利耶夫，随船工程师亚历山大·谢列布罗夫，和法国宇航研究员让-皮埃尔·海涅雷。在经过5次轨道机动飞行后，飞船于莫斯科时间7月3日20时24分在388/410公里轨道上与和平号空间站对接。
齐布利耶夫和谢列布罗夫进行了五次太空行走。